# ALSA

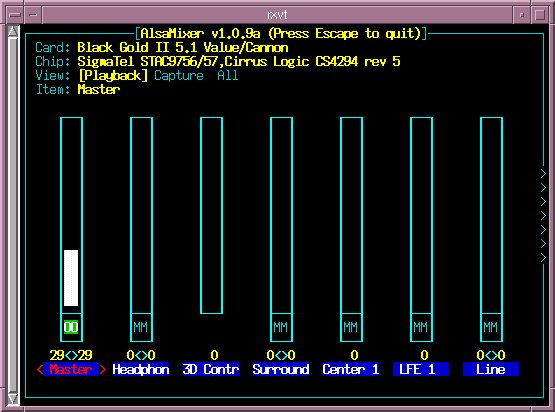
alsamixer的截圖

高级Linux声音体系（英語：Advanced Linux Sound Architecture，缩写為）是Linux内核中，为声卡提供的驱动组件，以替代原先的OSS（开放声音系统）。 一部分的目的是支持声卡的自动配置，以及完美的处理系统中的多个声音设备，这些目的大多都已达到。另一个声音框架JACK使用ALSA提供低延迟的专业级音频编辑和混音能力。
Jaroslav Kysela过去是这个项目的领导者，这个项目开始于为1998年Gravis Ultrasound所开发的驱动，它一直作为一个单独的软件包开发，直到2002年他被引进入Linux内核的开发版本 (2.5.4-2.5.5)。从2.6版本开始ALSA成为Linux内核中默认的标准音频驱动程序集，OSS则被标记为废弃。
ALSA是一个完全开放源代码的音频驱动程序集，除了像OSS那样提供了一组内核驱动程序模块之外，ALSA还专门为简化应用程序的编写提供了相应的函数库，与OSS提供的基于ioctl的原始编程接口相比，ALSA函数库使用起来要更加方便一些。利用该函数库，开发人员可以方便快捷的开发出自己的应用程序，细节则留给函数库内部处理。当然ALSA也提供了类似于OSS的系统接口，不过ALSA的开发者建议应用程序开发者使用音频函数库而不是驱动程序的API。